# Jake Zamansky
Jake Zamansky (26 de juny del 1981) és un corredor d'esquí alpí nord-americà que competeix des de 1997. La seva millor posició a la Copa del Món va ser 15è en un esdeveniment d'eslàlom gegant a Itàlia el 2009. Al Campionat del Món d’esquí alpí FIS 2009 a Val d’Isère, Zamansky no va acabar la prova d’eslàlom gegant. Va ser nomenat membre de l'equip olímpic dels Estats Units per als Jocs Olímpics d’hivern del 2010.